# Piscina

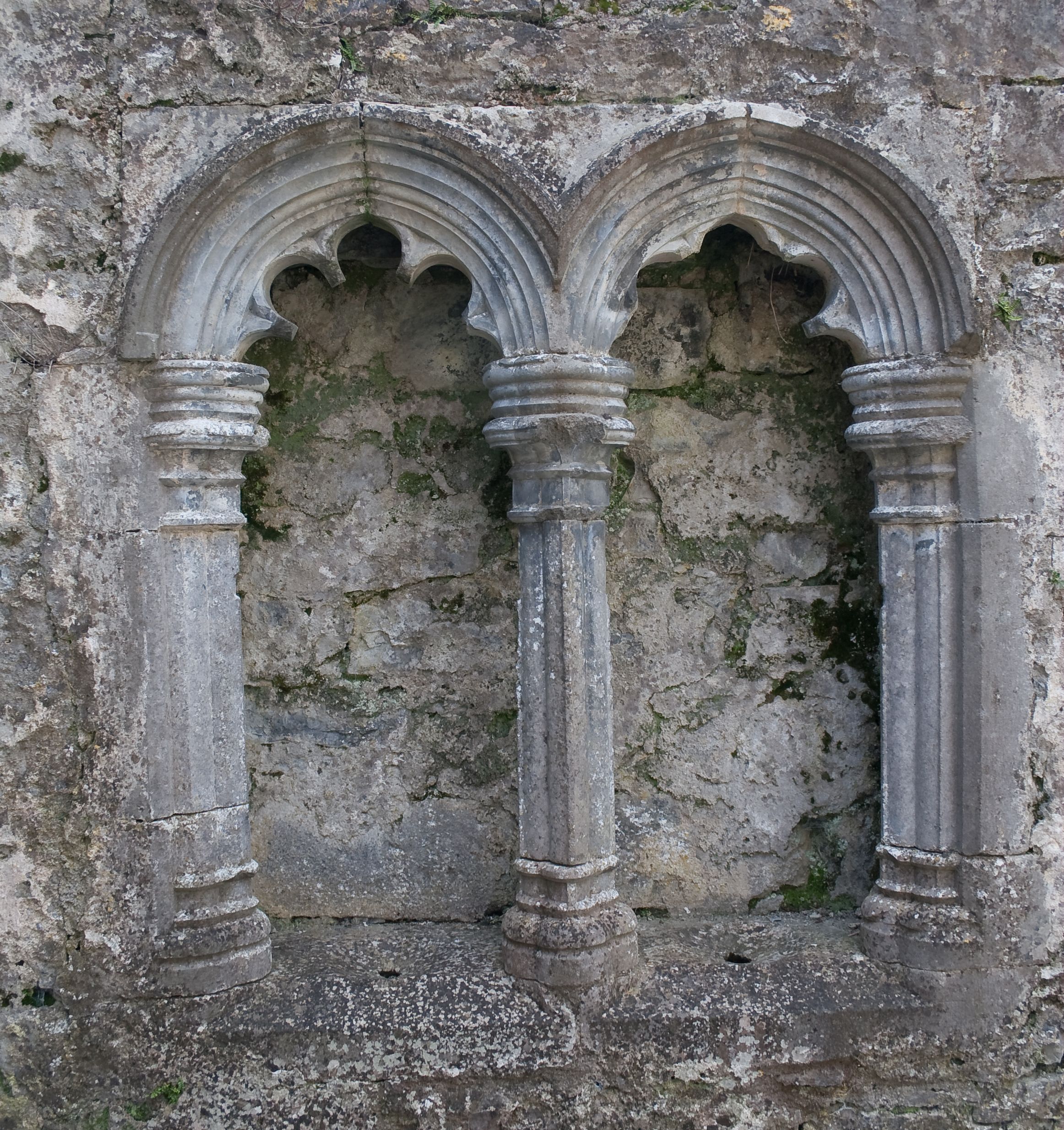
Egy piscina kerete

A piscina (jelentése vízmedence) a katolikus templomokban kisebb-nagyobb, sokszor igen díszes üreg, alul vízmedencével, amelyben a mise alatti kézmosáshoz szükséges edényeket tartották. Ugyanakkor piscinának nevezték a keresztelőkápolnák medencéit is. 
A piscina megnevezést eredetileg az ókori római villák udvarában kialakított díszmedencékre és halastavakra alkalmazták.